# Saljut
Saljut (rus. Салю́т), naziv serije upravljanih sovjetskih orbitalnih znanstvenih postaja, koje su ostvarile let u okolni svemirski prostor s kozmonautima i u automatskome režimu. Postaja je teški umjetni satelit planeta Zemlje (rus. искусственный спутник Земли, ИСЗ), koji dugo vremena funkcionira u orbiti oko Zemlje. Na postaji se može smjestiti velika količina pribora i opreme, što je dopuštalo koristiti ju za rješenja mnogih znanstvenih i sličnih zadaća - proučavanja okolozemnog svemirskog prostranstva, Zemljine atmosfere i njenih prirodnih resursa s orbite Zemljina umjetnog satelita, sprovođenja astronomskih, radioastronomskih i meteoroloških promatranja, medicinsko-bioloških i tehničkih istraživanja u uvjetima svemirskih letova i drugo. Gradnja orbitalnih postaja s promjenljivom posadom vrste Saljut bila je važna i nova dionica u razvitku sovjetske kozmonautike. Pod općim imenom Saljut u orbitu su podignute orbitalne postaje po civilnom programu Dugovremena orbitalna postaja (rus. «Долговременная орбитальная станция», ДОС) razvijatelja CKBEM (rus. ЦКБЭМ) i po vojnom programu Almaz (rus. «Алмаз», ОПС) razvijatelja CKVM (rus. ЦКБМ) Saljute su u orbitu podizale rakete-nosači Proton.